# 希伯來聖經
希伯来圣经（英語：Hebrew Bible），或称希伯来经卷（拉丁語：Biblia Hebraica），是聖經研究学者使用的一个指代塔納赫（希伯來語：תנ"ך）的专业术语，即是希伯來文所說的聖經（Mīqrāʾ），既是犹太人的正典文献，也是旧约圣经的教义来源。希伯来圣经大部分用希伯来语写成，部分章节用亚兰语写成（包括但以理書、以斯拉記和其他一少部分）。
天主教會的续经部分和東正教會的次經并未在新教旧约圣经中几近一致的内容中找到来源出处。而后来的基督徒圣经教义对那些名字，序号或者顺序未详细注释的地方也存在差别。
“希伯来圣经”一词的提出目的是保证内容的专一性，同时避免任何其他具有特别释义的传统或者神学思想，希伯来圣经通常在使得在学术写作和多信仰之间的讨论中尽量保持相对中立，这样旨在涵盖多宗教信仰的交流而不是只限于各个宗教信仰的内部讨论。

## 术语的用法
在盎格魯世界中，圣经学者们往往使用“希伯来圣经”是用一个中性的词语去取代一个非中性的词语。如旧约是表示基督教的立场，犹太教信徒认为是非中性的。而如果说是犹太教的圣经，或犹太人的圣经，或希伯来人的圣经，基督徒就觉得是它也是基督徒的圣经，所以也觉得是非中立的。目前称之为“希伯来圣经”是比较中性的。在英语世界中，“希伯来语圣经”有固定的定义，就是指犹太教的塔納赫。但是在汉语世界中，在不同的宗教信仰中，对“希伯来语圣经”的理解是不完全一样的。毋庸置疑的是，在犹太人信仰中，希伯来语圣经指的就是那24卷的正典，就是塔納赫。然而，在新教信仰中，希伯来语圣经指的是旧约的39卷的正典（等同于塔納赫的24卷书）。而在天主教徒信仰中，希伯来语圣经则指的则是旧约的46卷的正典。而在东正教的信仰中，希伯来语圣经就指的是旧约50卷的正典。

## 犹太教
在犹太教中，希伯来语圣经，就是《塔納赫》（希伯來語：תַּנַ"ךְ，拉丁字母轉寫：Tanakh，有譯作《泰納克》或《泰那克》）。后来的基督教称之为“旧约圣经”，但在犹太人来说，Tanakh并不是“旧的约”，而是始终如一的。塔納赫（TaNaKh）是希伯來文תנ״ך的音譯，这T/N/K分别是三个单词的打头字母，反映了犹太教圣经的三个部分，其中T代表妥拉，N代表先知书，K代表圣录：

### 妥拉
《妥拉》（Torah / 希伯來文：תורה）：意思是“教导、训诲”，基督徒常常稱其為律法書，一套共5卷，普遍稱摩西五經。包含：

1.创世纪 Genesis

2.出埃及記 Exodus

3.利未记 Leviticus

4.民数记 Numbers

5.申命记 Deuteronomy。

### 先知書
《先知書》（Navim / Nevi'im / 希伯來文：נביאים）：意思是“先知們”，共8卷，分上下兩部份，記錄了曾教導和帶領猶太人的先知事蹟。包含：

6.约书亚记　Joshua

7.士师记　Judges

8.撒母耳记上下　Samuel（I & II）

9.列王纪上下　Kings（I & II）

10.以赛亚书　Isaiah

11.耶利米书　Jeremiah

12.以西结书　Ezekiel

13.十二小先知书　The Twelve Minor Prophets

I.何西阿书　Hosea 

II.约珥书　Joel

III.阿摩司书　Amos

IV.俄巴底亚书　Obadiah

V.约拿书　Jonah

VI.弥迦书　Micah

VII.那鸿书　Nahumv

VIII.哈巴谷书　Habakkuk

IX.西番雅书　Zephaniah

X.哈该书　Haggai

XI.撒迦利亚书　Zechariah

XII.玛拉基书　Malachi

### 聖錄
《圣录》（Ketuvim / Kh'tuvim / 希伯來文：כתובים）：原意是文集或作品集，共11卷，內容主要關於禮拜儀式詩歌文學歷史，在基督教文献中又稱為《哈吉奧格拉法》（Hagiographa），意思是“圣录”。包含：

14.诗篇　Psalms

15.箴言　Proverbs

16.约伯记　Job

17.雅歌　Song of Songs

18.路得记　Ruth

19.耶利米哀歌　Lamentations

20.传道书　Ecclesiastes

21.以斯帖记　Esther

22.但以理书　Daniel

23.以斯拉记 - 尼希米记　Ezra-Nehemiah

24.历代志上下　Chronicles（I & II）
《塔纳赫》主要以用希伯来文写成，而其中的《圣录》有些经卷是以亚兰语写成。

## 基督宗教
在基督宗教中，由于宗派的差别，信仰的不同，所理解的希伯来语圣经的含义也是不尽相同的。在基督新教中，希伯来语圣经指的是39卷的旧约，等同于犹太教的24卷的塔納赫。但在天主教會中，希伯来语圣经指的则是46卷的旧约；在东正教會中，希伯来语圣经指的就是50卷的旧约。

## 影響
猶太人的信仰對他們的生活有著很大的影響，包含飲食、律法、教育、節日等。

### 飲食
猶太教所規定的飲食稱作「Kosher」，意指「適合的」、「適當的」，在《利未記》中記錄了可食與不可食的動物名單，將動物分為「潔淨」與「不潔淨」的，不潔淨的食物不但不可食用、亦不可碰觸，否則被視為不潔。

### 法律
在猶太教的經典裡，神頒布給摩西的十誡是猶太人生活和信仰的準則，也是最初的法律條文。
《妥拉》中記載的戒律條文總共613條，因此又稱為613條戒律，分作訓令式和禁令式兩種，訓令式的戒律總共248條，禁令式的戒律總共365條。
戒律的內容主要和聖殿與獻祭有關，但主要內容涉及猶太人社會生活的各個層面，包含信仰的規範、聖殿與祭司、祭禮、潔淨禮儀、捐獻、飲食、節期、社會、偶像崇拜、社交、家庭、司法、奴僕的對待、耕種的規則、借貸商業、公義、倫理等層面。

### 節日
猶太教裡許多節慶多數與《聖經》經典中的故事有關，其中有七項節期是《舊約》律法中規定的，後來猶太民間又加了兩項節期。
《舊約》中律法所規定的節期包含：逾越節、除酵節、七七節、吹角節、贖罪日、住棚節、嚴肅會，其中最重要的是逾越節、七七節和住棚節；後期民間新增的節期為：普珥節和修殿節。
逾越節：紀念上帝在埃及擊殺埃及人的頭生子，並越過以色列人的家，拯救以色列人。
除酵節：紀念從埃及離開後，當時連食物都來不及發酵的艱苦日子。
七七節：又稱作五旬節，慶祝豐收的日子。
吹角節：吹角呼召人作反省和悔改，預備贖罪日的來臨，後來成為猶太人的新年。
贖罪日：猶太人每年最神聖的日子，當天會整日禁食並恆常禱告。
住棚節：慶祝豐收以及紀念離開埃及後在曠野裡住在帳篷裡的日子。
嚴肅會：宗教節期的完結。
普珥節：紀念猶太人在波斯帝國統治時期，以斯帖拯救猶太人避免了滅族危機。
修殿節：紀念猶太人在馬家比家族的領導下從敘利亞手中奪回耶路撒冷，並將第二聖殿獻給神的日子。